# Thilo Bode (Manager)

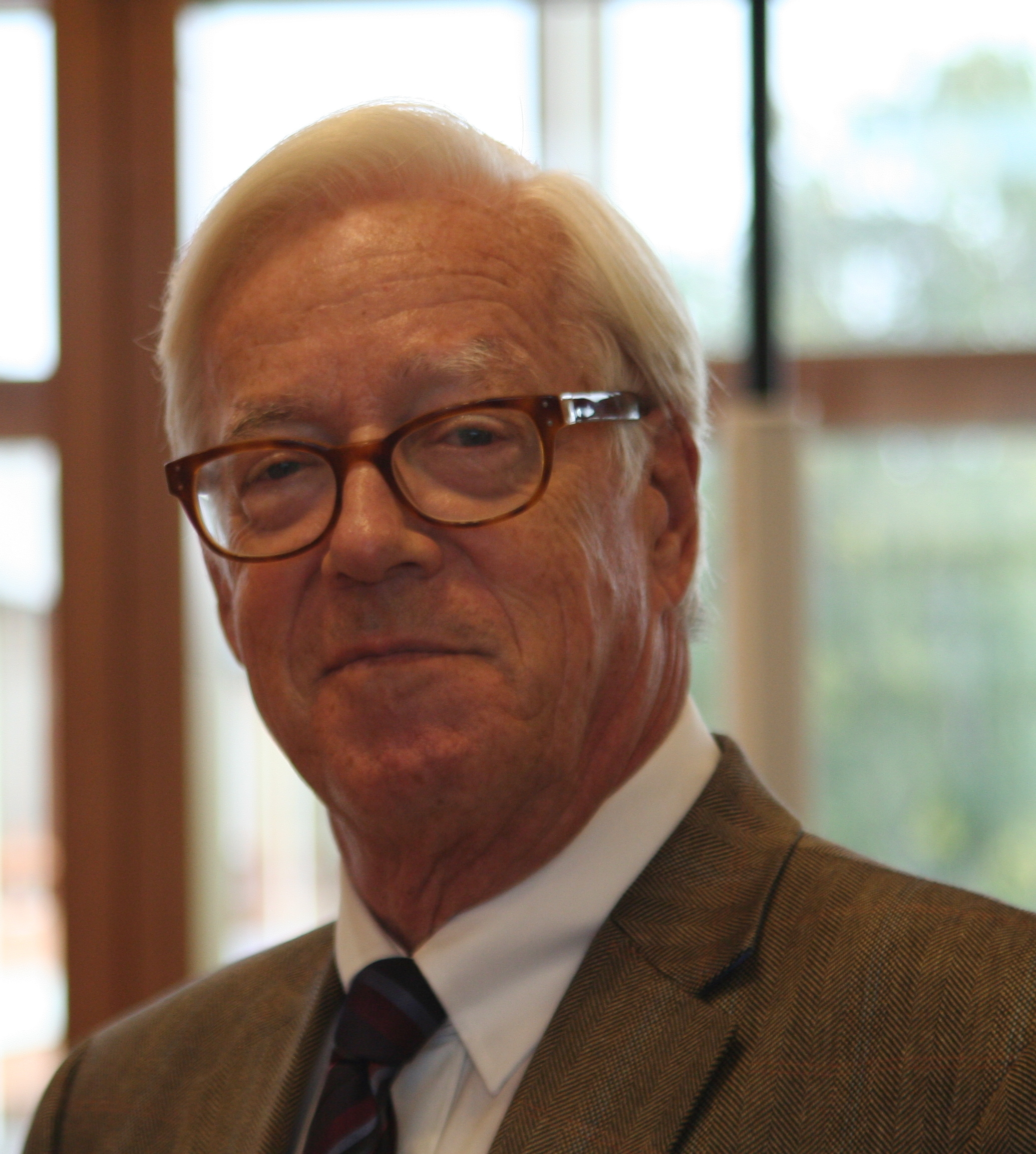
Thilo Bode, 2016

Thilo Bode (* 14. Januar 1947 in Eching am Ammersee) ist Gründer der Verbraucherschutzorganisation Foodwatch und war bis zu seinem Ausscheiden Ende 2021 deren Internationaler Direktor. Zuvor war er für zwölf Jahre Geschäftsführer bei Greenpeace.

## Leben
Bode ist der Sohn des Journalisten Thilo Bode und einer Buchhändlerin. Nach seinem Abitur 1966 am Karlsgymnasium München-Pasing gründete er den Juso-Ortsverein Herrsching am Ammersee und war Juso-Vorsitzender im  Landkreis Starnberg. An den Universitäten München und Regensburg studierte er zunächst Soziologie, wechselte dann zu Volkswirtschaft. Nach seinem Abschluss als Diplom-Volkswirt 1972 erhielt er ein Promotionsstipendium und wurde 1975 mit einer Dissertation über Direktinvestitionen zum Dr. rer. pol. promoviert. Anschließend arbeitete er für Lahmeyer International in Frankfurt, für die Kreditanstalt für Wiederaufbau (KfW) Frankfurt und als Vorstandsassistent bei einem mittelständischen Metallkonzern in Düsseldorf.
Von 1989 bis 1995 war er Geschäftsführer des deutschen Zweigs der Umweltorganisation Greenpeace; vor seinem Eintritt bei Greenpeace trat er bei der SPD aus. Von 1995 bis 2001 war er Geschäftsführer bei Greenpeace International. 1995, kurz nach seiner Übernahme des Postens Geschäftsführer Greenpeace International, wurde Bode – im Rahmen einer Protestaktion mit fünf weiteren Greenpeace-Mitgliedern – gegen chinesische Atomwaffentests, auf dem Tiananmen-Platz in Peking festgenommen, verhört und einen Tag später nach Hongkong ausgewiesen. Das Nachrichtenmagazin Der Spiegel notierte damals „Seit seiner Verhaftung beim Protest gegen chinesische Kernwaffenversuche in Peking ist der Nobody zum Darling der Medien geworden.“
2002 gründete er die Verbraucherschutzorganisation Foodwatch e. V. und leitete sie als Geschäftsführer. Im April 2017 gab er die Geschäftsführung von foodwatch Deutschland an Martin Rücker ab und fungierte danach als Direktor von Foodwatch International. Ende 2021 zog er sich aus der Organisation zurück.
Bode ist Autor mehrerer Sachbücher. Außerdem veröffentlichte er regelmäßig politikwissenschaftliche Beiträge, etwa in den Blättern für deutsche und internationale Politik.
Bode war im Februar 2023 einer von 69 Erstunterzeichnern der von Sahra Wagenknecht und Alice Schwarzer gestarteten Online-Petition Manifest für Frieden.

## Auszeichnungen
- 2001: Bundesverdienstkreuz am Bande[13]
- 2009: Social Entrepreneur des Jahres – Deutschland, verliehen von der Schwab Stiftung[14]

## Kritik
Ilse Aigner (CSU), Bundeslandwirtschaftsministerin im Kabinett Merkel II, warf Thilo Bode und den Kampagnen von Foodwatch im Jahr 2010 vor, von „Skandalisierung“ zu leben: Dies sei „sein Geschäftsmodell, um möglichst viele Mitglieder und Spendengelder zu gewinnen.“ Sie halte „Kampagnen, die ein Klima der Verunsicherung schüren, für bedenklich“.

## Publikationen
- Die Demokratie verrät ihre Kinder. Ex-Greenpeace-Chef fordert die Mächtigen heraus. DVA, Stuttgart/München 2003, ISBN 3-421-05679-X.
- Abgespeist: Wie wir beim Essen betrogen werden und was wir dagegen tun können. S. Fischer, Frankfurt am Main 2007, ISBN 3-10-004307-3.
- Die Essensfälscher: Was uns die Lebensmittelkonzerne auf die Teller lügen. S. Fischer, Frankfurt am Main 2010, ISBN 3-10-004308-1.
- Die Freihandelslüge: Warum TTIP nur den Konzernen nützt – und uns allen schadet. DVA, Stuttgart 2015, ISBN 978-3-421-04679-6.
- Die Diktatur der Konzerne: Wie globale Unternehmen uns schaden und die Demokratie zerstören. S. Fischer, Frankfurt am Main 2018, ISBN 978-3-10-397362-4.
- Der Supermarkt-Kompass: Informiert einkaufen, was wir essen. S. Fischer, Frankfurt am Main 2023, ISBN 978-3-10-397160-6.